# Uracanthus triangularis
Uracanthus triangularis är en skalbaggsart som beskrevs av Hope 1833. Uracanthus triangularis ingår i släktet Uracanthus och familjen långhorningar. Inga underarter finns listade i Catalogue of Life.

## Bildgalleri

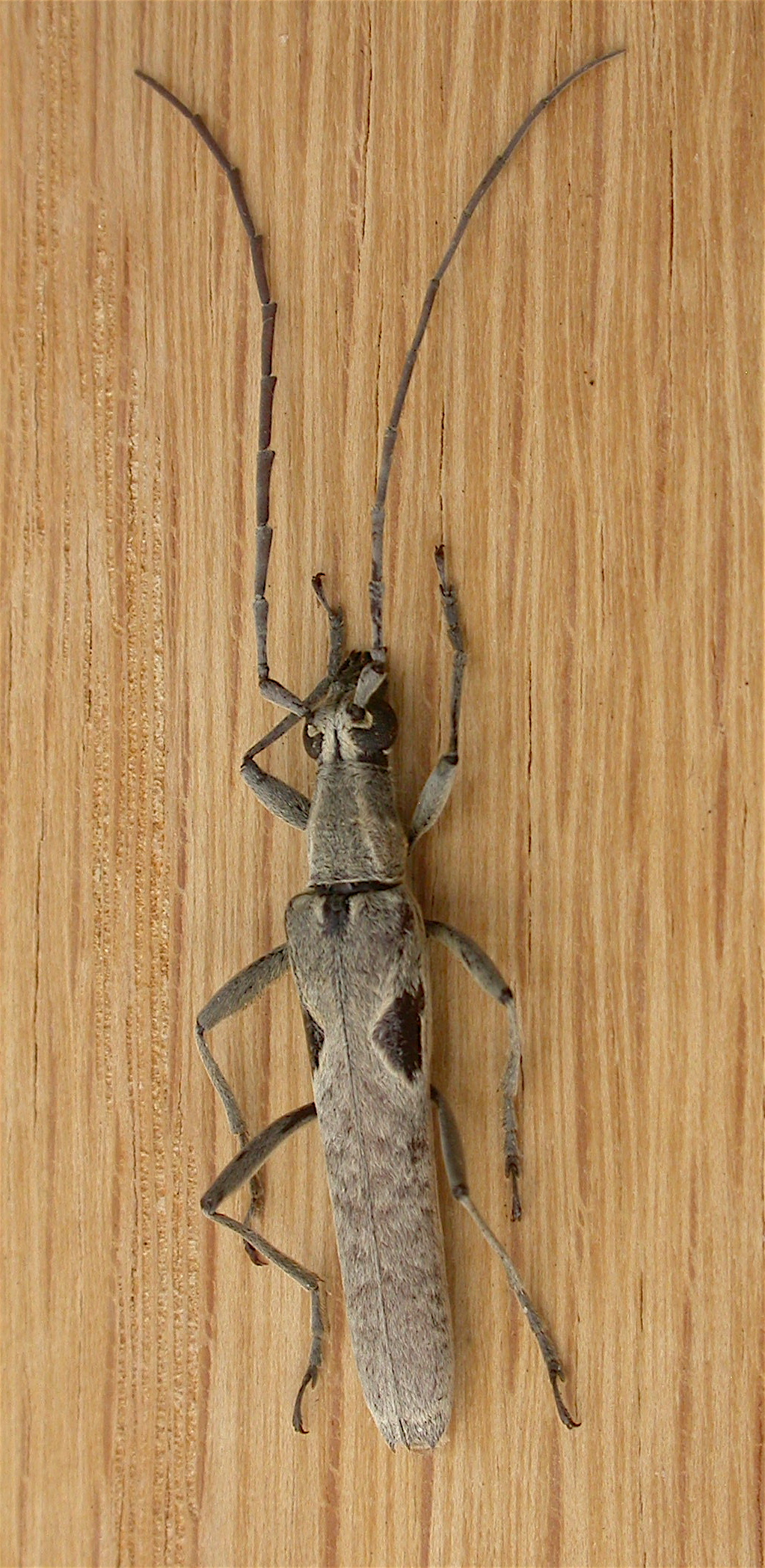